# 90712 Віттельсбах
90712 Віттельсбах (90712 Wittelsbach) — астероїд головного поясу, відкритий 12 жовтня 1990 року.
Тіссеранів параметр щодо Юпітера — 3,283. Також зведений список усіх названих тіл у числовому та алфавітному порядку, а також відповідні посилання на назви для діапазону чисел цього конкретного списку. Нові назви можуть бути додані до цього списку лише після офіційної публікації, оскільки попереднє оголошення назв засуджується Робочою групою з номенклатури малих тіл Міжнародного астрономічного союзу.